# Pezilepsis maurigaster
Pezilepsis maurigaster är en stekelart som beskrevs av Yin-Xia Liao 1982. Pezilepsis maurigaster ingår i släktet Pezilepsis och familjen puppglanssteklar. Inga underarter finns listade i Catalogue of Life.